# بزرگ‌تهی‌خار
بزرگ‌تهی‌خار(نام علمی: Megacoelacanthus) نام یک سرده از راسته تهی‌خار است.